# Александер (Северна Дакота)
Александер (енгл. Alexander) град је у америчкој савезној држави Северна Дакота.

## Демографија
По попису из 2010. године број становника је 223, што је 6 (2,8%) становника више него 2000. године.
| Група             | 2000.       | 2010.       |
| Белци             | 201 (92,6%) | 198 (88,8%) |
| Афроамериканци    | 0 (0,0%)    | 4 (1,8%)    |
| Азијати           | 0 (0,0%)    | 0 (0,0%)    |
| Хиспаноамериканци | 3 (1,4%)    | 11 (4,9%)   |
| Укупно            | 217         | 223         |